# Gush
Gush was een gratis, professioneel en multiplatform-chatprogramma dat het XMPP-protocol voor instant messaging gebruikte. Gush was geschreven in Flash door de gebroeders Wes en Dudley Carr die het programma uitgaven via hun eigen bedrijf 2Entwine. Naast zijn instant-messagingfunctionaliteiten had Gush ook nieuwslezermogelijkheden.
Sinds mei 2006 kan Gush niet meer gedownload worden van de officiële website omdat de gebroeders Carr werden ingehuurd door Google waardoor ze geen tijd meer hadden voor Gush. De laatste versie kan nog wel gedownload worden vanaf Internet Archive.

## Protocollen
Gush maakte gebruik van het XMPP-protocol voor instant messaging. Voor de nieuwslezerfunctie (een Publish Subscribe-dienst) gebruikten de ontwerpers RSS/Atom-feeds, hierdoor staat de lezer bijna in real-timeverbinding met de auteur van de RSS-feed.

## Voordelen
Gush heeft een voordeel over andere instant messengers (AOL, MSN Messenger en Yahoo Messenger) omdat het een gestandaardiseerde open architectuur heeft en gebruikmaakt van het Jabber/XMPP-netwerk. XMPP is niet gecentraliseerd waardoor meer flexibiliteit kan worden aangeboden aan de gebruikers, door het ontwijken van één point of failure.